# Schlacht um Fort Carillon
Europäischer Kriegsschauplatz:
Pirna* – Lobositz* – Prag* – Kolin* – Hastenbeck** – Groß-Jägersdorf* – Moys* – Hastenbeck* – Roßbach* – Breslau* – Leuthen* – Rheinberg** – Krefeld** – Domstadtl* – Olmütz* – Mehr** – Zorndorf* – Saint-Cast – Hochkirch* – Bergen** – Kay* – Minden** – Kunersdorf* – Lagos*** – Hoyerswerda* – Bucht von Quiberon*** – Maxen* – Koßdorf* – Landeshut* – Emsdorf** – Warburg** – Liegnitz* – Berlin* – Kloster Kampen** – Torgau* – Döbeln* – Vellinghausen** – Ölper** – Burkersdorf* – Reichenbach* – Freiberg*
(* Dritter Schlesischer Krieg, ** westlicher Kriegsschauplatz – Großbritannien/Kur-Hannover u. a. Alliierte gegen Frankreich, *** Seeschlacht)
Amerikanischer Kriegsschauplatz:
Siebenjähriger Krieg in Nordamerika und der Karibik
Monongahela – Lake George – Carillon – La Belle Famille – Québec – Beauport – Abraham-Ebene – Sainte-Foy – Restigouche – Tacky’s Rebellion – Belagerung von Havanna – Pontiac-Aufstand
Asiatischer Kriegsschauplatz:
Dritter Karnatischer Krieg
Kalkutta – Chandannagar – Plassey – Cuddalore – Negapatam – Condore – Madras – Masulipatam – Pondicherry I – Chinsurah – Wandiwash – Pondicherry II – Manila – Palaris-Aufstand
Die Schlacht um Fort Carillon fand am 8. Juli 1758 im Rahmen des Franzosen- und Indianerkriegs statt und endete mit einem französischen Sieg.

## Vorgeschichte
Die Engländer begannen 1758 einen aus drei einzelnen Vorstößen bestehenden Feldzug gegen Kanada. James Wolfe marschierte nach Québec, Jeffrey Amherst nach Louisburg auf Cape Breton Island und James Abercrombie nach Fort Carillon. Abercrombie sammelte ein großes Heer aus 6.350 regulären Soldaten und 9.000 Kolonisten und griff die Franzosen in Fort Carillon an.

## Schlacht
Die Briten waren weit zahlreicher als die von Louis-Joseph de Montcalm geführten 4.000 Franzosen, und zudem hatten diese nur Proviant für eine Woche. Doch anstatt den Marquis auszuhungern griff Abercrombie das Fort an. Die ohne Artillerievorbereitung ungedeckt in Formation marschierenden britischen Soldaten wurden durch Barrikaden aus gefällten Bäumen behindert und von den durch die Befestigungen bestens gedeckten Verteidigern reihenweise niedergeschossen. Zwar gelang es kleinen Teilen des 42nd (Highland) Regiment of Foot (Black Watch), unter schweren Verlusten in das Fort einzudringen, die Soldaten wurden jedoch auf dem Gelände getötet.

## Folgen
Das schottische Regiment verlor in dieser Schlacht die Hälfte seiner Männer und zwei Drittel seiner Offiziere. Insgesamt betrugen die Verluste der Briten bei diesem Gefecht etwa 2.000 Mann. Carillon war weit weniger einseitig, als es im Nachhinein – vor allem aufgrund der horrenden britischen Verluste – oft interpretiert wurde. Die Schlacht selbst war eine der härtesten und verlustreichsten des Krieges. Es folgte ein ungeordneter, panikartiger Rückzug unter Zurücklassung von Waffen, Gepäck und Verwundeten. Wegen dieser Niederlage erhielt Fort Carillon den Beinamen „Gibraltar des Westens“. Diese Niederlage zögerte weiteres Vorgehen nach Kanada durch die Briten stark hinaus, änderte aber nichts an der Niederlage der Franzosen bei Québec 1759. Die Schlacht von Carillon bzw. Ticonderoga gilt heute als klassisches Beispiel für inkompetente Führerschaft.